# Skeletoon
Skeletoon, (ofta skrivet SkeleToon), är ett italienskt power metal-band från Sanremo och Genua i Ligurien. Bandet bildades 2011 av sångaren Tomi Fooler och hade sitt ursprung i gruppen Jack-o'-Lantern, som spelade covers på Helloween. Debutalbumet The Curse of the Avenger släpptes 2016 och därefter har man givit ut ytterligare fyra album, det senaste The 1.21 Gigawatts Club 2021.
Bandet spelar melodisk power metal och kallar sin stil "nerd metal" och "happy metal". De textmässiga influenserna kommer från tv-spel, serietidningar och kultfilmer. Albumet They Never Say Die är ett konceptalbum som bygger på filmen Goonies – Dödskallegänget och The 1.21 Gigawatts Club bygger på Tillbaka till framtiden-filmerna.
Tomi Fooler är även aktiv i all star-projektet The 7th Guild tillsammans med sångarna Giacomo Voli (Rhapsody of Fire) och Ivan Giannini (Derdian, ex-Vision Divine). Gruppen släppte sitt debutalbum Triumviro i februari 2025.
Bandet tillkännagav i mars 2025 att basisten Giacomo Stiaccini lämnat bandet. Han ersattes av Francesco Ferraro (Freedom Call).

## Medlemmar
Nuvarande medlemmar
- Tomi Fooler – sång
- Fabrizio "Fabbro" Taricco – gitarr
- Simone Martinelli – gitarr
- Francesco Ferraro - basgitarr
- Henry "Sydoz" Sidoti – trummor

Tidigare medlemmar
- Andy "K" Cappellari – gitarr
- Davide "Lord Dave" Piletto – gitarr
- Dimitri Meloni – gitarr
- Charlie Dho – basgitarr
- Michele "Holmes" Olmi – trummor
- Giacomo "Jack" Stiaccini – basgitarr

## Diskografi

### Studioalbum
- 2016 – The Curse of the Avenger
- 2017 – Ticking Clock
- 2019 – They Never Say Die
- 2020 – Nemesis
- 2021 – The 1.21 Gigawatts Club

### Singlar
- 2020 – "Il tramonto delle ere"
- 2020 – "Nemesis"
- 2020 – "Starseeker"